# (5666) Rabelais
(5666) Rabelais est un astéroïde de la ceinture principale, découvert par Lioudmila Karatchkina à l'observatoire d'astrophysique de Crimée le 14 octobre 1982 et nommé en l'honneur de François Rabelais.